# Meadowlark Lemon
Meadow "Meadowlark" Lemon III (Wilmington, Carolina del Norte, 25 de abril de 1932 - Scottsdale, Arizona, 27 de diciembre de 2015) fue un jugador de baloncesto estadounidense que jugó durante 26 años en el equipo de exhibición de los Harlem Globetrotters. Conocido como "Clown Prince of Basketball", jugó más de 16 000 partidos con el equipo, 7500 de forma consecutiva, una media de 350 cada año. En 2003 fue incluido en el Basketball Hall of Fame.
Fue uno de los actores de la película de 1979 "The Fish that saved Pittsburgh" , junto a Julius Erving, Kareem Abdul Jabbar o Norm Nixon entre otros. La película se estrenó en España con el título de "Basket Music".

## Carrera

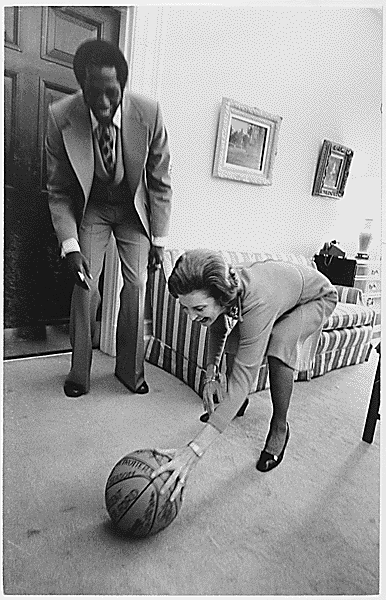
Meadowlark Lemon junto a Betty Ford, durante una visita en 1974 a la Casa Blanca.

En abril de 1952, los Globetrotters recibieron una carta de Lemon pidiendo realizar una prueba con el equipo. Tras echarle un vistazo, y servir dos años en el Ejército de los Estados Unidos, firmó contrato. En su primer año jugó en uno de los equipos de desarrollo de los Trotters, los Kansas City Stars. En 1954 jugó su primera temporada completa con el equipo principal.
En 1979, tras 26 años, Lemon dejó el equipo para crear el suyo propio, también en clave de comedia, los Meadowlark Lemon’s Bucketeers, que funcionaron entre 1980 y 1983. Posteriormente jugó tres años con los Shooting Stars, y en 1988 creó el Meadowlark Lemon’s Harlem All Stars, equipo con carácter caritativo que todavía funciona hoy en día.
En 1994 regresó a los Globetrotters para jugar 50 partidos. Su camiseta con el número 36 fue retirada por el equipo como homenaje a su carrera en el 75 aniversario del equipo. En el año 2000 recibió el Premio John Bunn, otorgado a personas que han contribuido significativamente al deporte del baloncesto.

## Vida personal
Casado con la doctora en naturopatía Cynthia Lemon, tuvo 10 hijos, cinco chicos y cinco chicas. Cristiano renacido, fue ordenado pastor de la iglesia en 1986. Residió en Scottsdale (Arizona) donde ejerció su ministerio, y donde tiene su sede el Meadowlark Lemon's Harlem All Stars.

## Otros trabajos
En 1979 protagonizó el cortometraje "Meadowlark Lemon Presents the World", y posteriormente apareció en diferentes series de televisión, interpretándose siempre a sí mismo. En 1981 fue nominado al Grammy por su vídeo educativo interactivo "The First National Kidisc", presentado en el entonces emergente formato de laserdisc.

## Muerte
Falleció el 27 de diciembre del año 2015 a la edad de 83 años, en su domicilio de Scottsdale (Arizona) .